# Palazzo baronale di Lizzanello
Il palazzo baronale di Lizzanello, anche noto come Palazzo Paladini, dal nome della famiglia feudataria che lo eresse, è di origine quattrocentesca e fu edificato originariamente come castello.

## Storia
Modificato una prima volta nel Cinquecento, fu trasformato in residenza signorile da Giovanni Paladini nel XVII secolo. Ha subito arricchimenti e modifiche nel corso dei secoli seguenti, in particolare in epoca neoclassica.
Della struttura originaria rimane, nella parte posteriore, una torre in pietra leccese. La torre possiede una base tronco-conica e si sviluppa con una pianta cilindrica. L'interno custodisce lo stemma dei Paladini consistente in uno scudo diviso in quattro parti, con due gigli bianchi su corpo rosso e due rossi su corpo bianco: la targa è sormontata da un cimiero e riposa sulla croce di Malta. Seicentesca è anche la circolare torre colombaia posta alle spalle del palazzo. 
Lo stile architettonico tardo-rinascimentale del palazzo, costruito molto probabilmente con la consulenza di Gian Giacomo dell'Acaya, fu stravolto verso la fine dell'Ottocento con la trasformazione della facciata e del giardino in stile neoclassico. Il prospetto, che conserva ancora la base scarpata, è caratterizzato da un austero allineamento di grandi finestre e da un portale trapezoidale sormontato dallo stemma dei Lotti, ultimi feudatari di Lizzanello.
Nulla è rimasto delle numerose opere d'arte che rendevano lussuoso l'edificio in quanto vendute a privati o trasferite a Napoli nel palazzo partenopeo dei Lotti. Non esistono più neanche le cappelle interne dell'Annunziata e di San Salvatore, intitolata successivamente a San Gregorio. Restano tuttavia un frantoio ipogeo e una torre casamatta munita di petriere e saettiere.